# SUPER BEAVER
SUPER BEAVER（スーパービーバー、英略：SPBV）は、日本の4人組ロックバンド。所属事務所はmurffin discs傘下レーベルの[NOiD]。レーベルはSony Records。略称は「ビーバー」。公式ファンクラブは「SUPER BEAVER友の会」。

## 概要
- バンド名は、柳沢の「動物の名前をつけたい」という発言をきっかけに「ビーバー」が決まったあと、語呂が良い「スーパー」を付け、「スーパービーバー」とした。特に深い意味はないとしている。なお、渋谷の友人の意見が通っていれば『画鋲』というバンド名になっていた[4]。
- メンバー間は、高校の先輩・後輩の関係性で、藤原は柳沢の幼なじみ[5]。
- Shibuya eggmanスタッフYUMA[注釈 1][6]により創立されたプライベートレーベル[NOiD][7]の第一弾バンドである。[NOiD]は発足初期はイベントであったが、時を経てレーベル化に至りそのままレーベル名になった[8]。その際にSUPER BEAVER参加と相成った。また、レーベルメイトのsumikaのギタリストである黒田隼之介は2014年の柳沢の活動休止間のサポートギターを務めた[6]。
- 販売元は、2009年から2010年まで（『深呼吸』から 『SUPER BEAVER』まで）はEPIC Records Japan、2012年から2013年まで（『未来の始めかた』から『世界が目を覚ますのなら』まで）はBounDEE by SSNW(SPACE SHOWER NETWORK)、 2014年以降（『361°』以降）はJapan Music Systemである (（）内は会場限定盤を除く)[9]。

## メンバー
※特記を除き、出典は2022年12月2日に公開のTHE FIRST TIMESによる特集記事。
| 名前                                 | 備考 |
| ------------------------------------ | --- |
| 渋谷龍太 （しぶや りゅうた）         | - 担当：ボーカル - 生年月日：1987年5月27日（38歳） - 血液型：O型 - 数曲の作詞、作曲を手がける。 - 愛称は「ぶーやん」。 |
| 柳沢亮太 （やなぎさわ りょうた）     | - 担当：ギター、コーラス - 生年月日：1989年2月21日（36歳） - ほぼ全ての楽曲の作詞、作曲を手掛ける。 - 他のアーティストへの楽曲提供も行なっているほか、Shout it Outのメジャーデビューシングル『青春のすべて』の全曲をプロデュース。 - 父親はギタリストの柳沢二三男。 |
| 上杉研太 （うえすぎ けんた）         | - 担当：ベース - 生年月日：1988年1月26日（37歳） - 数曲の作詞、作曲を手がける。 - リーダーを務める。 |
| 藤原“37才”広明 （ふじわら ひろあき） | - 担当：ドラムス - 生年月日：1988年6月1日（37歳） - 10代の頃より老け顔であり、自身の名前の間に年齢を入れて自己紹介を行なっている。 |

## 略歴

### デビュー前
- 2005年
  - 4月1日、高校の先輩後輩であるVo.渋谷・Ba上杉・Gt柳沢に、柳沢の幼馴染みであるDr藤原を加えSUPER BEAVERを結成[13]。下北沢・渋谷を中心にライブ活動を開始[9]。
  - TEENS' MUSIC FESTIVAL 2005 全国大会にてオーディエンス大賞を受賞[14]。また、翌年の2006年大会ではグランプリ、オーディエンス賞を受賞する[15]。

### 2007年 - 2008年：インディーズ時代
- 2007年
  - 3月、下北沢CLUB251で初のワンマンライブを行いソールドアウト。その後ライブの活動場所を関東近郊に広げる。
  - 12月5日、インディーズレーベルより1stミニアルバム『日常』をリリースした。
- 2008年
  - 11月5日、2ndミニアルバム『心景』をリリース。
    - 「心景」の発売後に行った初の全国ツアーでは各地でライブパフォーマンスが話題を呼び、ファイナル公演の渋谷O-WESTワンマンライブはチケットが完売する。

### 2009年 - 2011年：メジャー時代
- 2009年
  - 6月3日、EPIC Records Japanより1stシングル『深呼吸』でメジャーデビュー。
    - 表題曲「深呼吸」がアニメ『NARUTO-疾風伝-』ED曲に、c/w曲「道標」がアニメ『NARUTO-少年編-』に史上初の同時タイアップとして抜擢される。

  - 8月26日、2ndシングル『二つの旅路」をリリース。
  - 11月4日には、3rdシングル『シアワセ』をリリース。
    - 魔法のiらんどとM-ON!の連動企画「ボクとキミ.com」を展開し、試聴回数が100万回を超える。

  - 11月25日、1stフルアルバム『幸福軌道』をリリースする。
- 2010年
  - 3月、全国ツアー「幸福軌道ツアー2010」を全国7カ所にて開催し、9月から12月までツアー「SUPER BEAVER まわる、まわるツアー2010」を開催。
  - 10月6日には、3rdミニアルバム『SUPER BEAVER』をリリースする。
    - 映画「ソラニン」のプロデューサーの耳に止まり、劇中に登場するバンド「ロッチ」に未発表曲「ささやかな」を提供した。
- 2011年
  - 秋、所属していたレーベル・事務所を離れる。
    - 年間100本を越えるライブ活動を展開。11月から12月まで、BLUE ENCOUNT、ircleとスプリットツアーを回る。

### 2012年 - 2013年：自主レーベル『I×L×P× RECORDS』時代
- 2012年
  - 4月、自主レーベル『I×L×P× RECORDS』を立ち上げる[16]。
  - 6日、4thシングル『歓びの明日に』をLIVE会場限定リリース。
    - リリースツアー初日ワンマンライブ＠Shibuya O-Crestは完売。

  - 7月11日、2ndフルアルバム『未来の始めかた』をリリース。
    - その後、9月～11月まで、全国ツアー「SUPER BEAVER『未来の始めかた』Release Tour 2012 〜ビーバーと、ラクダ〜」を開催（ゲストにOverTheDogs、ecosystem、MOLE HILL、RABBIT JHONSON、Re:my、MOG20、Front Neck Lock、Aibis、ラジオボタン、Jake stone garage、The coridras、Droog、ソライアオ、カラエ、another sunnyday、片山ブレイカーズ＆ザ☆ロケンローパーティー、UNCOVER SPACE、Half-Life）。
- 2013年
  - 4月3日、4thミニアルバム『世界が目を覚ますのなら』をリリース。
    - 4月〜7月まで、ツアー「SUPER BEAVER『世界が目を覚ますのなら』Release Tour 2013〜目覚める、ラクダ〜」を開催（ゲストに撃鉄、folca、カルマセーキ、Droogを迎える）。また、10月より東名阪ツアー「『都会のラクダ』TOUR 2013-秋-」を開催した（ゲストに真空ホロウ、QOOLAND、THE ORAL CIGARETTES、the unknown forecast）。

### 2013年 - 2014年：レーベル『[NOiD]』設立、アルバム『361°』
- 2013年
  - 10月6日、ロックレーベル[NOiD]が設立され、同レーベル所属となる[17]。
  - 12月14日、5thシングル『あなた (Another Ver.)』をLIVE会場限定リリースする。
- 2014年
  - 2月12日、3rdフルアルバム『361°』をリリース。
    - レーベル[NOiD]の第一枚目の全国流通盤となる。
    - その後、3月〜5月にかけて全国ツアー「SUPER BEAVER『361°』Release Tour 2014〜周回する、ラクダ〜」を開催（ゲストに撃鉄、Dirty Old Men、Mop of Head、HaKU、Large House Satisfaction、QOOLAND、iTuca、PRIMAL CURVE、Vianka、カフカ、ソライアオ、ユビキタス、ラジオボタン）。

### 2014年 - 2015年
- 2014年
  - 9月24日、6thシングル『らしさ/わたくしごと』をリリース。
    - 表題曲「らしさ」はアニメ『ばらかもん』オープニングテーマに起用される。

  - 11月〜12月、全国ツアー「SUPER BEAVER『らしさ / わたくしごと』Release Tour 2014〜ラクダらしさ〜」を開催した。
- 2015年
  - 4月1日、4thフルアルバム『愛する』をリリース。
    - 4月〜11月にかけて、全国ツアー「SUPER BEAVER『愛する』Release Tour 2015 〜愛とラクダ、10周年ふりかけ〜」を開催する（ゲストにLOST IN TIME、Rhythmic Toy World、THE ORAL CIGARETTES、忘れらんねえよ、空想委員会、Amelie、Czecho No Republic、D.W.ニコルズ、ircle、MEANING、My Hair is Bad、Nothing's Carved In Stone、sumika、Vianka、プププランド、撃鉄）。
    - ファイナルとなった恵比寿LIQUID ROOMを含む10公演以上でソールドアウトを記録。

  - 10月〜11月、ライブツアー「都会のラクダ」 Tour 2015 〜秋味、サシ飲み〜」を開催（ゲストにSAKANAMON、POLYSICS、The BONEZ、ドラマチックアラスカ）。
    - 自身最大キャパとなった赤坂BLITZでのワンマンライブもチケット発売後即完売を記録。

### 2016年
- 2016年
  - 1月27日、7thシングル『ことば』、2月24日、8thシングル『うるさい』、3月23日、9thシングル『青い春』を3ヶ月連続ワンコインシングルとしてリリース。
  - 4月10日、10周年記念〆「都会のラクダSP 〜スーパーフィーバー〜」を開催。
    - 初のZepp DiverCityワンマン公演を敢行。ソールドアウトさせる。

  - 6月1日、5thフルアルバム『27』をリリース。
    - 初のオリコン週間TOP10入りを果たす。
    - 6月〜11月、全国ツアー「SUPER BEAVER『27』Release Tour 2016 〜27こぶ、ラクダ〜」を開催。全27公演全てソールドアウトさせる（ゲストにGOOD ON THE REEL、My Hair is Bad、忘れらんねえよ、東京カランコロン、a flood of circle、Age Factory、ircle、SAKANAMON、Shout it Out、sumika、The BONEZ、TOTALFAT、ねごと）。

  - 10月12日には、初のライブDVD『10th Anniversary Special Set「未来の続けかた」』をリリースした。オリコン週間音楽DVDチャートで1位を獲得。

### 2017年 - 2018年
- 2017年
  - 1月25日、10thシングル『美しい日/全部』をリリース。
  - 4月5日には、ドラマ『でも、結婚したいっ！〜BL漫画家のこじらせ婚活記〜』主題歌となった「ひなた」を、初の配信限定シングルとしてリリースする。MVにはOL役で横澤夏子、母親役で相席スタートの山崎ケイ、ミュージカル女優の若井久美子らが出演している。
  - 4月7日、Vo.渋谷龍太がニッポン放送オールナイトニッポン0（ZERO）パーソナリティに抜擢され『渋谷龍太のオールナイトニッポン0』がスタート。
  - 4月〜5月にかけて「シングル発売記念”岡東阪”ラクダSP」を開催。
    - 岡山CRAZYMAMA KINGDOM（4月8日）、日比谷野外大音楽堂（4月30日）、大阪城野外音楽堂（5月13日）でそれぞれワンマンライブを行った。

  - 5月22日には、オフィシャルファンクラブ「SUPER BEAVER友の会」を発足。
  - 9月6日、5thミニアルバム『真ん中のこと』をリリース。
    - オリコン週間CDアルバムチャートで自身最高位となる6位にチャートインを果たす。
    - 9月〜12月にかけて全国ツアー「SUPER BEAVER 『真ん中のこと』Release Tour 2017 〜ラクダの、中心〜」を開催（ゲストにSCANDAL、10-FEET、SiM、夜の本気ダンス、HEY-SMITH、THE BACK HORN、coldrain、BLUE ENCOUNT、ROTTENGRAFFTY、爆弾ジョニー）。全27公演全てソールドアウトさせる。

  - 10月14日、ドラマ25『セトウツミ』オープニングテーマとなった2nd配信限定シングル『虹』をリリース。
  - 12月6日には、ライブDVD『LIVE DVD 2 Tokai No Rakuda Special at 大阪城音楽堂』をリリースした。

### 2018年 - 2020年: 日本武道館公演、アルバム『歓声前夜』
- 2018年
  - 2月〜3月、対バンツアー「都会のラクダ Tour 2018 〜前人未到のラクダチェリーパイ！〜」を開催（ゲストにMOROHA、BRADIO、dustbox）。全公演即完売させる。
  - 3月21日発売のエレファントカシマシのトリビュートアルバム『エレファントカシマシ カヴァーアルバム3 〜A Tribute to The Elephant Kashimashi〜』に「四月の風」で参加する。
  - 4月30日には、「SUPER BEAVER 都会のラクダSP at 日本武道館」を開催。
    - 初の日本武道館単独公演となる。チケットは一般発売日に即日ソールドアウト。

  - 6月27日、6thフルアルバム『歓声前夜』をリリース。
    - 自身最高セールスを記録。

  - 7月〜10月にかけて全国ツアー「SUPER BEAVER 『歓声前夜』Release Tour 2018 ～初めての、ラクダ運転～」を開催。
    - 初の全国ワンマンツアーとなる。全14公演ソールドアウトさせる。

  - 7月25日、ライブDVD＆Blu-ray『LIVE VIDEO 3 Tokai No Rakuda Special at 日本武道館』をリリース。
  - 10月〜12月、初のファンクラブツアー「SUPER BEAVER ″友の会″ FCツアー2018 〜ラクダ親睦会スペシャルライブ〜」を開催した。
  - 11月21日、ドラマ『僕らは奇跡でできている』主題歌となった11thシングル『予感』をリリース。
- 2019年
  - 3月〜10月、全国ツアー「都会のラクダ “ホール＆ライブハウス” TOUR 2019～立ちと座りと、ラクダ放題～」を開催（ゲストに04 Limited Sazabys、サンボマスター、LiSA、coldrain、UNISON SQUARE GARDEN、クリープハイプ、MOROHA、東京スカパラダイスオーケストラ、ジャパハリネット、UVERworld）。
  - 5月〜10月、ライブツアー「都会のラクダ Tour 2019 ～今すぐお届け！本格、ラクダチェリーパイ！～」を開催する（ゲストにAge Factory、ハルカミライ、Creepy Nuts、SIX LOUNGE、HAWAIIAN6、四星球、SHANK、ENTH）。
  - 11月から2020年1月にかけて、ワンマンライブ「都会のラクダ “ホール＆ライブハウス+アリーナ” TOUR 2019-2020 ～スーパー立ちと座りと、ラクダ放題～」を開催。
    - ファイナルの国立代々木競技場第一体育館公演はキャリア史上最大キャパとなった。

### 2020年 -: メジャー再契約
- 2020年
  - 4月8日、公式YouTubeチャンネル生放送内にて、Sony Music Recordsよりメジャー再契約を発表[18][19]。
  - 5月27日、ライブDVD&Blu-ray『LIVE VIDEO 4 Tokai No Rakuda at 国立代々木競技場第一体育館』をリリース。
  - 6月10日には、メジャー復帰作となる12thシングル『ハイライト/ひとりで生きていたならば』をリリース。
  - 10月21日、13thシングル『突破口/自慢になりたい』をリリース。
  - 12月8日・9日、横浜アリーナ2days 生配信ライブを行う。
    - 12月8日は、中止された「続・都会のラクダ TOUR 2020 〜 ラクダの前進、イッポーニーホー 〜 」公演のチケット払い戻しを希望しなかった購入者に向けた限定ライブ。
    - 9日は、「SUPER BEAVER 15th Anniversary 都会のラクダSP〜全席空席、生配信渾身〜 @横浜アリーナ」と銘打って、無観客で無料の生配信ライブとして開催。
- 2021年
  - 3月31日、代々木公園野外ステージでフリーライブを開催予定だったが、新型コロナウイルス(COVID'19)のパンデミックによる影響で中止[20]。
  - 5月19日、14thシングル『愛しい人』をリリース。
  - 7月7日、15thシングル『名前を呼ぶよ』をリリース。

## ［NOiD］
[NOiD]は、eggman内レーベル「mini muff records」傘下のプライベートレーベル。2013年10月6日に発足した。
- 2013年10月6日、eggmanにてイベント制作やDJ等で活躍しているYUMA[注釈 1]が主宰となり、eggman内のレーベル「mini muff records」に発足したレーベルで、SUPER BEAVERの自主レーベル「I×L×P× RECORDS」とのコラボレートレーベルである[21]。
- eggmanでのブッキングイベントの名称がそのままレーベルの名称として採用された[22]。

## ディスコグラフィ

### シングル

#### CDシングル
|      | 発売日         | 発売日         | タイトル                            | 規格   | 規格品番                         | 最高位 | 収録アルバム   | レーベル                       |
| ---- | -------------- | -------------- | ----------------------------------- | ------ | -------------------------------- | ------ | -------------- | ------------------------------ |
| 限定 | 2008年8月6日   | 2008年8月6日   | リセット                            | CD     | RPC-026                          |        | 心景           | （インディーズ）               |
| 1st  | 2009年         | 6月3日         | 深呼吸                              | CD     | ESCL-3178                        | 57位   | 幸福軌道       | EPIC Records Japan（メジャー） |
| 2nd  | 2009年         | 8月26日        | 二つの旅路                          | CD     | ESCL-3266                        | 197位  | 幸福軌道       | EPIC Records Japan（メジャー） |
| 3rd  | 2009年         | 11月4日        | シアワセ                            | CD     | ESCL-3296                        |        | 幸福軌道       | EPIC Records Japan（メジャー） |
| 4th  | 2012年4月6日   | 2012年4月6日   | 歓びの明日に                        | CD     | ILPR-4649                        |        | 未来の始めかた | ［NOiD］（インディーズ）       |
| 5th  | 2013年12月14日 | 2013年12月14日 | あなた (Another Ver.)               | CD     | NOID-1001                        |        | 未収録         | ［NOiD］（インディーズ）       |
| 6th  | 2014年9月24日  | 2014年9月24日  | らしさ/わたくしごと                 | CD+DVD | NOID-0002                        | 25位   | 愛する         | ［NOiD］（インディーズ）       |
| 7th  | 2016年         | 1月27日        | ことば                              | CD     | NOID-0007                        | 27位   | 27             | ［NOiD］（インディーズ）       |
| 8th  | 2016年         | 2月24日        | うるさい                            | CD     | NOID-0008                        | 25位   | 27             | ［NOiD］（インディーズ）       |
| 9th  | 2016年         | 3月23日        | 青い春                              | CD     | NOID-0010                        | 16位   | 27             | ［NOiD］（インディーズ）       |
| 10th | 2017年1月25日  | 2017年1月25日  | 美しい日/全部                       | CD     | NOID-0018                        | 20位   | 歓声前夜       | ［NOiD］（インディーズ）       |
| 11th | 2018年11月21日 | 2018年11月21日 | 予感                                | CD     | NOID-0030                        | 14位   | アイラヴユー   | ［NOiD］（インディーズ）       |
| 12th | 2020年         | 6月10日        | ハイライト/ひとりで生きていたならば | 2CD    | SRCL-11496～7（初回生産限定盤）  | 6位    | アイラブユー   | Sony Music Records（メジャー） |
| 12th | 2020年         | 6月10日        | ハイライト/ひとりで生きていたならば | CD     | SRCL-11498（通常盤）             | 6位    | アイラブユー   | Sony Music Records（メジャー） |
| 13th | 2020年         | 10月21日       | 突破口/自慢になりたい               | 2CD    | SRCL-11575～6（初回生産限定盤）  | 7位    | アイラブユー   | Sony Music Records（メジャー） |
| 13th | 2020年         | 10月21日       | 突破口/自慢になりたい               | CD+DVD | SRCL-11577～8（期間生産限定盤）  | 7位    | アイラブユー   | Sony Music Records（メジャー） |
| 13th | 2020年         | 10月21日       | 突破口/自慢になりたい               | CD     | SRCL-11579（通常盤）             | 7位    | アイラブユー   | Sony Music Records（メジャー） |
| 14th | 2021年         | 5月19日        | 愛しい人                            | CD+DVD | SRCL-11762～3（初回生産限定盤）  | 10位   | 東京           | Sony Music Records（メジャー） |
| 14th | 2021年         | 5月19日        | 愛しい人                            | CD     | SRCL-11764（通常盤）             | 10位   | 東京           | Sony Music Records（メジャー） |
| 15th | 2021年         | 7月7日         | 名前を呼ぶよ                        | CD+DVD | SRCL-11845～6（初回生産限定盤）  | 6位    | 東京           | Sony Music Records（メジャー） |
| 15th | 2021年         | 7月7日         | 名前を呼ぶよ                        | CD     | SRCL-11846（通常盤）             | 6位    | 東京           | Sony Music Records（メジャー） |
| 16th | 2022年11月30日 | 2022年11月30日 | ひたむき                            | CD+DVD | SRCL-12312～3（初回生産限定盤）  | 13位   | 音楽           | Sony Music Records（メジャー） |
| 16th | 2022年11月30日 | 2022年11月30日 | ひたむき                            | CD+DVD | SRCL-12315～6（期間生産限定盤）  | 13位   | 音楽           | Sony Music Records（メジャー） |
| 16th | 2022年11月30日 | 2022年11月30日 | ひたむき                            | CD     | SRCL-12314（通常盤）             | 13位   | 音楽           | Sony Music Records（メジャー） |
| 17th | 2023年         | 4月19日        | グラデーション                      | CD+BD  | SRCL-12465～6（初回限定生産盤A） | 6位    | 音楽           | Sony Music Records（メジャー） |
| 17th | 2023年         | 4月19日        | グラデーション                      | CD+DVD | SRCL-12467～8（初回限定生産盤B） | 6位    | 音楽           | Sony Music Records（メジャー） |
| 17th | 2023年         | 4月19日        | グラデーション                      | CD     | SRCL-12469（通常盤）             | 6位    | 音楽           | Sony Music Records（メジャー） |
| 18th | 2023年         | 6月28日        | 儚くない                            | CD+BD  | SRCL-12553～4（初回限定生産盤）  | 9位    | 音楽           | Sony Music Records（メジャー） |
| 18th | 2023年         | 6月28日        | 儚くない                            | CD     | SRCL-12555（通常盤）             | 9位    | 音楽           | Sony Music Records（メジャー） |
| 19th | 2025年         | 3月12日        | 片想い/涙の正体                     | CD+BD  | SRCL-13173～4（初回生産限定盤A） | 6位    |                | Sony Music Records（メジャー） |
| 19th | 2025年         | 3月12日        | 片想い/涙の正体                     | CD+DVD | SRCL-13175～6（初回生産限定盤B） | 6位    |                | Sony Music Records（メジャー） |
| 19th | 2025年         | 3月12日        | 片想い/涙の正体                     | CD     | SRCL-13177（通常盤）             | 6位    |                | Sony Music Records（メジャー） |
| 20th | 2025年         | 7月2日         | 主人公                              | CD+BD  | SRCL-13335～6（初回生産限定盤A） | 4位    |                | Sony Music Records（メジャー） |
| 20th | 2025年         | 7月2日         | 主人公                              | CD+DVD | SRCL-13357～8（初回生産限定盤B） | 4位    |                | Sony Music Records（メジャー） |
| 20th | 2025年         | 7月2日         | 主人公                              | CD     | SRCL-13359（通常盤）             | 4位    |                | Sony Music Records（メジャー） |

#### 配信限定シングル
|     | 発売日 | 発売日   | タイトル | 規格                   | 収録アルバム | レーベル                       |
| --- | ------ | -------- | -------- | ---------------------- | ------------ | ------------------------------ |
| 1st | 2017年 | 4月5日   | ひなた   | デジタル・ダウンロード | 真ん中のこと | ［NOiD］（インディーズ）       |
| 2nd | 2017年 | 10月14日 | 虹       | デジタル・ダウンロード | 歓声前夜     | ［NOiD］（インディーズ）       |
| 3rd | 2023年 | 11月3日  | 決心     | デジタル・ダウンロード | 音楽         | Sony Music Records（メジャー） |
| 4th | 2023年 | 12月27日 | 値千金   | デジタル・ダウンロード | 音楽         | Sony Music Records（メジャー） |
| 5th | 2025年 | 1月24日  | 涙の正体 | デジタル・ダウンロード |              | Sony Music Records（メジャー） |
| 6th | 2025年 | 5月14日  | まなざし | デジタル・ダウンロード |              | Sony Music Records（メジャー） |

|  | 発売日         | 発売日         | タイトル                                       | 規格                   | 収録アルバム |
|  | -------------- | -------------- | ---------------------------------------------- | ---------------------- | ------------ |
|  | 2020年12月15日 | 2020年12月15日 | ひとりで生きていたならば - From THE FIRST TAKE | デジタル・ダウンロード | 未収録       |
|  | 2021年         | 11月16日       | 人として - From THE FIRST TAKE                 | デジタル・ダウンロード | 未収録       |
|  | 2021年         | 11月16日       | アイラヴユー - From THE FIRST TAKE             | デジタル・ダウンロード | 未収録       |
|  | 2021年         | 12月24日       | 東京 - From THE FIRST TAKE (feat.長屋晴子)     | デジタル・ダウンロード | 未収録       |
|  | 2023年12月9日  | 2023年12月9日  | グラデーション - From THE FIRST TAKE           | デジタル・ダウンロード | 未収録       |
|  | 2023年12月9日  | 2023年12月9日  | 儚くない - From THE FIRST TAKE                 | デジタル・ダウンロード | 未収録       |

### アルバム

#### フルアルバム
|     | 発売日         | タイトル       | 規格   | 規格品番                         | 最高位 | レーベル                       |
| --- | -------------- | -------------- | ------ | -------------------------------- | ------ | ------------------------------ |
| 1st | 2009年11月25日 | 幸福軌道       | CD+DVD | ESCL-3330〜1（初回生産限定盤）   |        | EPIC Records Japan（メジャー） |
| 1st | 2009年11月25日 | 幸福軌道       | CD     | ESCL-3332（通常盤）              |        | EPIC Records Japan（メジャー） |
| 2nd | 2012年7月11日  | 未来の始めかた | CD     | DQC-922                          | 202位  | ［NOiD］（インディーズ）       |
| 3rd | 2014年2月12日  | 361°           | CD     | NOID-0001                        | 54位   | ［NOiD］（インディーズ）       |
| 4th | 2015年4月1日   | 愛する         | CD     | NOID-0004                        | 24位   | ［NOiD］（インディーズ）       |
| 5th | 2016年6月1日   | 27             | CD     | NOID-0012                        | 10位   | ［NOiD］（インディーズ）       |
| 6th | 2018年6月27日  | 歓声前夜       | 2CD    | NOID-0026（初回生産限定盤）      | 10位   | ［NOiD］（インディーズ）       |
| 6th | 2018年6月27日  | 歓声前夜       | CD     | NOID-0027（通常盤）              | 10位   | ［NOiD］（インディーズ）       |
| 7th | 2021年2月3日   | アイラヴユー   | CD+BD  | SRCL-11665～6（初回生産限定盤A） | 2位    | Sony Music Records（メジャー） |
| 7th | 2021年2月3日   | アイラヴユー   | CD+DVD | SRCL-11667〜8（初回生産限定盤B） | 2位    | Sony Music Records（メジャー） |
| 7th | 2021年2月3日   | アイラヴユー   | CD     | SRCL-11679（通常盤）             | 2位    | Sony Music Records（メジャー） |
| 8th | 2022年2月23日  | 東京           | CD+BD  | SRCL-12012～3（初回生産限定盤A） | 4位    | Sony Music Records（メジャー） |
| 8th | 2022年2月23日  | 東京           | CD+DVD | SRCL-12014～5（初回生産限定盤B） | 4位    | Sony Music Records（メジャー） |
| 8th | 2022年2月23日  | 東京           | CD     | SRCL-12016（通常盤）             | 4位    | Sony Music Records（メジャー） |
| 9th | 2024年2月21日  | 音楽           | CD+BD  | SRCL-12771～2(初回限定生産盤A)   | 3位    | Sony Music Records（メジャー） |
| 9th | 2024年2月21日  | 音楽           | CD+DVD | SRCL-12773～4（初回限定生産盤B） | 3位    | Sony Music Records（メジャー） |
| 9th | 2024年2月21日  | 音楽           | CD     | SRCL-12775（通常盤）             | 3位    | Sony Music Records（メジャー） |
| 9th | 2024年2月21日  | 音楽           | 3CD    | SRC8-30～2（ファンクラブ盤）     | 3位    | Sony Music Records（メジャー） |

#### ミニアルバム
|     | 発売日                | タイトル               | 規格   | 規格品番                    | 最高位                         | レーベル                 |
| --- | --------------------- | ---------------------- | ------ | --------------------------- | ------------------------------ | ------------------------ |
| 1st | 2007年12月5日         | 日常                   | CD     | RPC-022                     |                                | （インディーズ）         |
| 2nd | 2008年11月5日         | 心景                   | CD     | RPC-027                     |                                | （インディーズ）         |
| 2nd | 2009年8月26日（再発） | 心景                   | CD     | ESCL-3265                   | EPIC Records Japan（メジャー） |                          |
| 3rd | 2010年10月6日         | SUPER BEAVER           | CD     | ESCL-3499                   | EPIC Records Japan（メジャー） | 269位                    |
| 4th | 2013年4月3日          | 世界が目を覚ますのなら | CD     | DQC-1040                    | 133位                          | ［NOiD］（インディーズ） |
| 5th | 2017年9月6日          | 真ん中のこと           | CD+DVD | NOID-0021（初回生産限定盤） | 6位                            | ［NOiD］（インディーズ） |
| 5th | 2017年9月6日          | 真ん中のこと           | CD     | NOID-0022（通常盤）         | 6位                            | ［NOiD］（インディーズ） |

### 映像作品
|     | 発売日         | タイトル                                                                            | 規格             | 規格品番             | 最高位 | 最高位 |
| DVD | 発売日         | タイトル                                                                            | 規格             | 規格品番             | BD     |        |
| --- | -------------- | ----------------------------------------------------------------------------------- | ---------------- | -------------------- | ------ | ------ |
| 1st | 2016年10月12日 | 10th Anniversary Special Set「未来の続けかた」                                      | DVD+書籍         | NOID-0014            | 4位    | -      |
| 2nd | 2017年12月6日  | LIVE DVD 2 Tokai No Rakuda Special at 大阪城音楽堂                                  | DVD+書籍         | NOID-0024            | 9位    | -      |
| 3rd | 2018年7月25日  | LIVE VIDEO 3 Tokai No Rakuda Special at 日本武道館                                  | DVD+書籍 BD+書籍 | NOID-0028 NOID-0029  | 7位    | 18位   |
| 4th | 2020年5月27日  | LIVE VIDEO 4 Tokai No Rakuda at 国立代々木競技場第一体育館                          | DVD BD           | NOID-0036 NOID-0037  | 4位    | 13位   |
| 5th | 2021年3月31日  | SUPER BEAVER 15th Anniversary 音楽映像作品集 〜ビバコレ！！〜                       | DVD BD           | SRBL-1984 SRXL-308   | 4位    | 13位   |
| 6th | 2021年10月27日 | LIVE VIDEO 4.5 Tokai No Rakuda Special in "2020"                                    | 2DVD BD          | SRBL-2008/9 SRXL-309 | 5位    | 9位    |
| 7th | 2022年4月27日  | LIVE VIDEO 5 Tokai No Rakuda Special at さいたまスーパーアリーナ                    | 2DVD BD          | SRBL-2053/4 SRXL-358 | 8位    | 15位   |
| 8th | 2022年9月28日  | The Documentary of SUPER BEAVER 『東京』 Release Tour 2022 ～東京ラクダストーリー～ | 2DVD BD          | SRBL-2064/5 SRXL-359 | 5位    | 11位   |
| 9th | 2023年11月15日 | LIVE VIDEO 6 Tokai No Rakuda Special at 富士急ハイランド・コニファーフォレスト      | 2DVD BD          | SRBL-2193/4 SRXL-450 | 2位    | 3位    |

### 参加作品
| 発売日                                              | タイトル                                                                        | 規格                                                              | 規格品番                                       | 収録曲                           |
| --------------------------------------------------- | ------------------------------------------------------------------------------- | ----------------------------------------------------------------- | ---------------------------------------------- | -------------------------------- |
| 2010年7月14日(期間生産限定盤) 2010年8月22日(通常盤) | BEST HIT NARUTO                                                                 | CD+DVD CD                                                         | SVWC-7697(期間生産限定盤) SVWC-7883(通常盤)    | 深呼吸                           |
| 2017年1月25日                                       | 映画「君と100回目の恋」オリジナルサウンドトラック                               | CD+DVD CD                                                         | SRCL-9291～2(初回生産限定盤) SRCL-9293(通常盤) | 27                               |
| 2017年7月5日                                        | ずっと好きでした。 presented by 胸キュンスカッと                                | CD                                                                | SRCL-9459X SRCL-9459                           | わたし                           |
| 2018年3月21日                                       | エレファントカシマシ カヴァーアルバム3 〜A Tribute to The Elephant Kashimashi〜 | CD                                                                | UMCK-1573                                      | 四月の風                         |
| 2020年3月25日                                       | サンボマスター究極トリビュート ラブ フロム ナカマ                               | CD 2CD＋DVDスペシャルグッズ付き]                                  | VICL-65354 (通常盤) VIZL-1753 (完全生産限定盤) | ロックンロール イズ ノットデッド |
| 2023年3月22日                                       | THE STREET SLIDERS On the Radio Again -Tribute & Origin-（Epic Sony Records）   | 2CDジュエルケース＋ブックレット仕様 2CD+B4サイズスペシャルBOX仕様 | ESCL-5768(通常盤) ESCL-5765 (完全生産限定盤)   | 道化者のゆううつ                 |
| 2024年2月14日                                       | いきものがかりmeets                                                             | CD                                                                |                                                | コイスルオトメ                   |
| 2024年5月29日                                       | みんなのスキマスイッチ                                                          | CD                                                                |                                                | キレイだ                         |

### その他
- 喝采（2011年12月14日）
  - 12月14日限定音源。渋谷龍太作詞作曲。

#### 未発表曲
- 黒の鼓動
- そしていつか…
- 夕焼け赤く染まって
- イメージ
- 愛の微笑み
- ニセモノ

### ライブ映像
| 公開年 | タイトル                         |
| ------ | -------------------------------- |
| 2013年 | 『home』〜『歓びの明日に』       |
| 2013年 | それでも世界が目を覚ますのなら   |
| 2013年 | 「how are you?」〜「ささやかな」 |

## タイアップ
| 使用年 | 曲名                         | タイアップ | 収録作品                                        |
| ------ | ---------------------------- | --- | ----------------------------------------------- |
| 2009年 | 道標                         | テレビアニメ『NARUTO -ナルト- 少年篇』オープニングテーマ | ミニ・アルバム『心景』                          |
| 2009年 | 深呼吸                       | テレビアニメ『NARUTO-ナルト-疾風伝』エンディングテーマ テレビアニメ『NARUTO -ナルト 少年篇』エンディングテーマ                                                           | シングル『深呼吸』                              |
| 2010年 | ささやかな                   | 映画『ソラニン』劇中歌 | アルバム『SUPER BEAVER』                        |
| 2013年 | あなた                       | 国際医療福祉大学TV-CMソング | アルバム『361°』                                |
| 2014年 | らしさ                       | テレビアニメ『ばらかもん』オープニングテーマ | シングル『らしさ/わたくしごと』                 |
| 2015年 | 証明                         | テレビ東京系『ゴッドタン』4月度EDテーマ | アルバム『愛する』                              |
| 2015年 | 愛する                       | テレビ東京系『トラの門スポーツ』ED曲 | アルバム『愛する』                              |
| 2016年 | ことば                       | 関西テレビ『ミュージャック』1月度EDテーマ | シングル『ことば』                              |
| 2016年 | 秘密                         | テレビ東京系『ゴッドタン』5月期EDテーマ | アルバム『27』                                  |
| 2016年 | 人として                     | テレビ東京系ドラマ『その「おこだわり」、俺にもくれよ!!』オープニングテーマ                                                                                               | アルバム『27』                                  |
| 2017年 | 美しい日                     | 関西テレビ『ミュージャック』2月度EDテーマ | シングル『美しい日/全部』                       |
| 2017年 | 27                           | 映画『君と100回目の恋』挿入歌 | アルバム『27』                                  |
| 2017年 | ひなた                       | 関西テレビ・フジテレビ系ドラマ『でも、結婚したいっ！〜BL漫画家のこじらせ婚活記〜』主題歌 岩手銀行CM「登場」篇 テーマ 関西テレビ『ミュージャック』9月度エンディングテーマ | シングル『ひなた』                              |
| 2017年 | ファンファーレ               | 大東文化大学TV-CMソング | ミニ・アルバム『真ん中のこと』                  |
| 2017年 | 贈りもの                     | 岩手銀行CM「あいたくて」篇 テーマ | ミニ・アルバム『真ん中のこと』                  |
| 2017年 | 虹                           | テレビ東京系ドラマ25『セトウツミ』オープニングテーマ | シングル『虹』                                  |
| 2018年 | 全部                         | 関西テレビ『Golazo Cerezo』テーマ曲 | シングル『美しい日/全部』                       |
| 2018年 | your song                    | 映画『虹色デイズ』挿入歌 | アルバム『未来の始めかた』                      |
| 2018年 | 明るい夜に出かけて           | オールナイトニッポン50周年 スペシャルラジオドラマ 『明るい夜に出かけて』主題歌                                                                                           | 未収録                                          |
| 2018年 | ラヴソング                   | ソニー「ウォークマン(R)NW-A40シリーズ」WEB-CMソング | アルバム『歓声前夜』                            |
| 2018年 | まちがえた                   | フジテレビ系『ジャンクSPORTS』7月クールエンディングテーマ | アルバム『歓声前夜』                            |
| 2018年 | 嬉しい涙                     | ナカバヤシ「ロジカル・スポーツノート」TV-CMソング | アルバム『歓声前夜』                            |
| 2018年 | なかま                       | 大東文化大学TV-CMソング | アルバム『歓声前夜』                            |
| 2018年 | 予感                         | 関西テレビ・フジテレビ系ドラマ『僕らは奇跡でできている』主題歌 | シングル『予感』                                |
| 2019年 | 27                           | 音楽アプリ「YouTube Music」CMソング | アルバム『27』                                  |
| 2019年 | 青い春                       | 大正製薬「リポビタンD」Web-CMソング | シングル『青い春』                              |
| 2020年 | ひとりで生きていたならば     | 映画『水上のフライト』主題歌 | シングル『ハイライト/ひとりで生きていたならば』 |
| 2020年 | まわる、まわる               | P&G「ジレット スキンガード」WEB-CMソング | シングル『ハイライト/ひとりで生きていたならば』 |
| 2020年 | 突破口                       | テレビアニメ『ハイキュー!! TO THE TOP』オープニングテーマ | シングル『突破口/自慢になりたい』               |
| 2020年 | ハイライト                   | ABEMA配信番組『主役の椅子はオレの椅子』主題歌 | シングル『ハイライト/ひとりで生きていたならば』 |
| 2020年 | 証明                         | P&G「ジレット 電動シリーズ」イメージソング | アルバム『愛する』                              |
| 2021年 | 時代                         | NTT西日本「ICTで、いつかを、いまに。WONDERFUL ICT LIFE篇」CMソング | アルバム『アイラヴユー』                        |
| 2021年 | 愛しい人                     | テレビ朝日系ドラマ『あのときキスしておけば』エンディングテーマ | シングル『愛しい人』                            |
| 2021年 | 名前を呼ぶよ                 | 映画『東京リベンジャーズ』主題歌 | シングル『名前を呼ぶよ』                        |
| 2022年 | ひたむき                     | テレビアニメ『僕のヒーローアカデミア』第6期第1クール オープニングテーマ                                                                                                  | シングル『ひたむき』                            |
| 2023年 | グラデーション               | 映画『東京リベンジャーズ2 血のハロウィン編 -運命-』主題歌 | シングル『グラデーション』                      |
| 2023年 | 儚くない                     | 映画『東京リベンジャーズ2 血のハロウィン編 -決戦-』主題歌 | シングル『儚くない』                            |
| 2023年 | 決心                         | 森永製菓 inゼリーエネルギーブドウ糖TV-CM「考えるためのエネルギー」篇CMソング                                                                                             | アルバム『音楽』                                |
| 2023年 | 値千金                       | 「第103回全国高等学校ラグビーフットボール大会」テーマソング | アルバム『音楽』                                |
| 2024年 | 幸せのために生きているだけさ | テレビ朝日系ドラマ『マルス-ゼロの革命-』主題歌 | アルバム『音楽』                                |
| 2024年 | 小さな革命                   | テレビ朝日系ドラマ『マルス-ゼロの革命-』挿入歌 | アルバム『音楽』                                |
| 2025年 | 涙の正体                     | NHK総合ドラマ『バニラな毎日』主題歌 | シングル『涙の正体/片想い』                     |
| 2025年 | 片想い                       | NHK総合ドラマ『バニラな毎日』挿入歌 | シングル『涙の正体/片想い』                     |
| 2025年 | 主人公                       | フジテレビ系朝の情報番組『めざましテレビ』2025年テーマソング | シングル『主人公』                              |
| 2025年 | まなざし                     | 映画『金子差入店』主題歌 | シングル『主人公』                              |

## 出演

### ラジオ
- 『ビーバーLOCKS!』（SCHOOL OF LOCK! FRIDAY）（TOKYO FM・JFN系列：毎週金曜 22:30 - 22:53、2023年10月6日 - ）